# 내 아이디는 강남미인 (드라마)

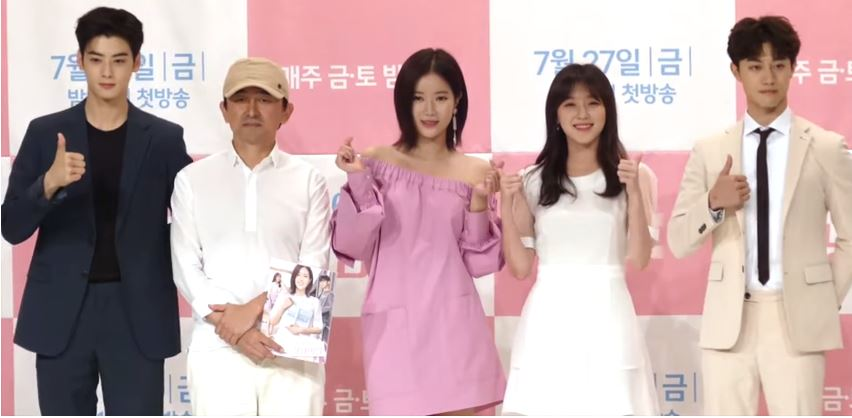
내 아이디는 강남미인 제작발표회

《내 아이디는 강남미인》은 2018년 7월 27일부터 2018년 9월 15일까지 JTBC에서 방영된 금토 드라마이며, 동명의 네이버 웹툰을 원작으로 하는 내 ID는 강남미인의 그린 작품이다.

## 등장 인물

### 주요 인물
- 임수향 : 강미래 역 (아역: 전민서) 어릴 적 못생겼다고 놀림받는 데에 트라우마가 강해 성형수술을 결심하게 되고 성형수술로 새 인생을 찾길 바란다. 경석의 연인.
- 차은우(아스트로) : 도경석 역 (아역: 문우진, 신준섭) - 강미래의 중학교 동창이자 어렸을 때부터 유명한 얼굴천재. 중학교 때 미래가 대학교의 미래라니 신경쓰인다. 미래의 연인.
- 조우리 : 현수아 역 (아역: 이채윤) 자타공인 화학과 여신. 착한데 이상한 부분이 군데군데 보인다.경석이를 좋아함
- 곽동연 : 연우영 역 - 화학과 신입생 전공필수 과목의 조교. 경석이와 옥탑방에서 같이 거주. 미래를 좋아함.

### 도경석의 주변 인물
- 박주미 : 나혜성 역 - 경석의 어머니, 한국켈런 대표
- 박성근 : 도상원 역 - 경석의 아버지, 3선 국회의원
- 김지민 : 도경희 역 - 경석의 동생. 천방지축 고등학생. 인터넷 방송 BJ
- 이태선 : 유진 역 - 한국대 신학과 졸업생, 술집 베를린 사장, 대형교회 목사의 아들
- 정명훈 : 영모 역 - 도상원 국회의원의 참모

### 강미래의 주변 인물
- 우현 : 강태식 역 - 미래의 아버지, 개인택시 기사
- 김선화 : 나은심 역 - 미래의 어머니, 보험설계사
- 민도희 : 오현정 역 - 심리학과 18학번, 미래의 절친

### 화학과 학생들
- 박유나 : 유은 역 - 화학과 18학번. 과대표 삼수생
- 정승혜 : 최정분 역 - 호기심 천국인 부산 출신 화학과 18학번
- 정혜린 : 이지효 역 - 화학과 18학번. 수아 단짝
- 김도연 : 장원호 역 - 이기적이고 손해 보기 싫어하는 성격의 화학과 18학번
- 김은수 : 김성운 역 - 연애 박사인 척하는 화학과 18학번
- 오희준 : 김찬우 역 - 쓰레기 인성의 소유자인 복학생. 화학과 13학번
- 류기산 : 구태영 역 - 결정적인 순간 선택을 주저하는 우유부단함의 학생회장. 화학과 14학번
- 김이린 : 조정협 역 - 외모지상주의자의 전형인 3학년 과대. 화학과 14학번
- 배다빈 : 권윤별 역 - 처음 본 사람은 남자라고 오해할 수 있는 톰보이인 2학년 과대. 화학과 17학번
- 이예림: 김태희 역 - 통통하고 예쁘장한 학생회 총무. 화학과 17학번
- 백수민 : 고예나 역 - 귀여운 척이 몸에 밴 핑프(핑거 프린세스)의 학생회 편집부. 화학과 17학번
- 최성원 : 송정호 역 - 적당한 존재감을 보여주는 분위기 메이커. 화학과 17학번
- 함성민 : 정동원 역 - 존재감 제로인 화학과의 아웃사이더. 화학과 18학번
- 김민하 : 선미 역 - 어디에서나 볼 수 있을 법한 여선배의 정석. 화학과 17학번
- 서지혜 : 민아 역 - 가십거리를 좋아하는 보편적 여학생. 화학과 17학번
- 차보성 : 예준 역

### 그 외 인물
- 이채경 : 팀장 역
- 하경 : 박용철 역 - 강미래의 중학교 동창
- 손영순 : 현수아의 할머니 역
- 한해림 : 윤수경 대리 역
- 박상혁 : 한국켈런 본부장 역
- 유인수 : 박래선 역
- 장원혁
- 정규연
- 이가은
- 오하늬
- 박한나
- 이예슬
- 배강유
- 백승호
- 최현준
- 박서진
- 전미래
- 한지은
- 김단율
- 강현욱
- 엄태현
- 강혜림
- 조민규
- 신준섭
- 박은영
- 장준호
- 송건희
- 윤미향
- 안수호
- 지성근
- 여운복
- 박귀순
- 문용일
- 인성호
- 송경화
- 정예림
- 김지아
- 김현태
- 고건호
- 민준현
- 박진수
- 구다송
- 박윤영
- 정혜윤
- 김민선
- 조선기

### 특별출연
- 이영애 : 이영애 역 - 여배우, 한국대 독어독문학과 (90학번)
- 엄홍길 : 엄홍길 역 - 산악인, 한국대 체육교육학과 (78학번)
- 안상태 : 택시 승객 역
- 럭키 : 럭키 역 - 방송인, 한국대 경제학과 (01학번)
- 박민지 : 유진과 헤어진 여자친구 역
- 주노플로 : 주노플로 역
- 전진기 : 목사 역 - 유진의 아버지, 대형교회 목사
- 윤보라
- 타이거 JK
- 비지
- 황재근
- 한현민

## 촬영지
- 수원 화성
- 경기대학교
- 건국대학교
- 블리스힐 스테이
- 용평리조트
- 숭례초등학교

## 시청률
최저 시청률과 최고 시청률은 시청률 조사회사와 지역별로 시청률에 차이가 있을 수 있습니다.
| 2018년 | 2018년   | 2018년     |
| 회차   | 방송일   | AGB 시청률 |
| ------ | -------- | ---------- |
| 제1회  | 7월 27일 | 2.885%     |
| 제2회  | 7월 28일 | 3.302%     |
| 제3회  | 8월 3일  | 3.066%     |
| 제4회  | 8월 4일  | 4.027%     |
| 제5회  | 8월 10일 | 3.326%     |
| 제6회  | 8월 11일 | 3.612%     |
| 제7회  | 8월 17일 | 3.963%     |
| 제8회  | 8월 18일 | 4.392%     |
| 제9회  | 8월 24일 | 4.391%     |
| 제10회 | 8월 25일 | 5.022%     |
| 제11회 | 8월 31일 | 4.189%     |
| 제12회 | 9월 1일  | 5.436%     |
| 제13회 | 9월 7일  | 4.768%     |
| 제14회 | 9월 8일  | 5.033%     |
| 제15회 | 9월 14일 | 4.832%     |
| 제16회 | 9월 15일 | 5.753%     |

## OST
다음은 오리지널 사운드트랙(OST) 싱글 앨범에 포함된 곡들이며, 정렬기준은 출시 순입니다.
- Part.1 : Love Diamond - True (위키미키 - 라니) (2018년 8월 3일 발매)
- Part.2 : 향수 (You Are My..) (셀린) (2018년 8월 10일 발매)
- Part.3 : NO NO (오월) (2018년 8월 11일 발매)
- Part.4 : Something (조지 x 강혜인) (2018년 8월 17일 발매)
- Part.5 : D-Day (정기고) (2018년 8월 24일 발매)
- Part.6 : Always You (진민호) (2018년 8월 25일 발매)
- Part.7 : Rainbow Failing (차은우) (2018년 8월 31일 발매)
- Part.8 : Let's GO (A-YEON x 차희) (2018년 9월 7일 발매)
- Part.9 : Hoilday (여은) (2018년 9월 15일 발매)

## 수상
- 2018년 제11회 코리아 드라마 어워즈 남자 신인상/한류 스타상 차은우
- 2018년 제11회 코리아 드라마 어워즈 올해의 스타상 조우리
- 2018년 제26회 대한민국문화연예대상 드라마부문 여자 최우수연기상 임수향
- 2018년 제3회 아시아 아티스트 어워즈 라이징상 차은우

## 같이 보기
- 내 ID는 강남미인! - 원작 웹툰
- 대한민국의 텔레비전 드라마 목록 (ㄴ)
- 2018년 대한민국의 텔레비전 드라마 목록
- 웹툰을 원작으로 삼은 드라마 목록